# Cyptotrama hygrocyboides
Cyptotrama hygrocyboides är en svampart som beskrevs av Singer 1969. Cyptotrama hygrocyboides ingår i släktet Cyptotrama och familjen Physalacriaceae.   Inga underarter finns listade i Catalogue of Life.